# 연애의 조건
《아가능불회애니》(중국어 간체자: 我可能不会爱你, 정체자: 我可能不會愛你, 병음: Wǒ kě néng bù huì ài nǐ 워커넝부훼이아이니[*], 한자음: 아가능부회애니, 영어: In Time with You 인 타임 위드 유[*])은 타이완의 텔레비전 드라마.

## 등장 인물
- 린이천(林依晨) : 청요칭(程又青) 역
- 천보린(陳柏霖) : 리다런(李大仁) 역
- 왕양명(王陽明) : 딩리웨이(丁立威) 역
- 진왕이(陳匡怡) : 린메이치(林美琪) 역
- 나배안(羅北安) : 청요칭의 아빠 역
- 린메이슈 : 청요칭의 엄마 역
- 응울민(應蔚民) : 청관칭(程冠青) 역
- 마운비(馬芸菲) : 자매의의 역
- 여욱위(余昱緯) : 카이러(凱樂) 역
- 은기(殷琦) : 청메이칭(程美青) 역
- 사우위(謝宇威) : 형제 역
- 여이훤(余怡萱) : 요요(YOYO) 역
- 유인상(劉引商) : 자매의의 아줌마 역
- 장평평(張萍萍) : 자매의의 엄마 역
- 주단미(周丹薇) : 리다런의 엄마 역
- 맹경여(孟耿如) : 리타오타오(李淘淘) 역
- 금사걸(金士傑) : 바이 삼촌(白叔) 역

## 일본판 드라마
《나는 아직 너를 사랑하지 않을 수 있다》(일본어: 僕はまだ君を愛さないことができる)의 타이틀로, 2019년 7월 15일 월요일 12시부터 후지 TV 온 디맨드에서 공개되었고, 2019년 7월 16일부터 12월 10일까지 텔레비전에서 방송되었다. 아다치 리카와 시라스 진 더블 주연.
| 민간전민텔레비전공사(民視; FTV) 일요드라마            | 민간전민텔레비전공사(民視; FTV) 일요드라마                         | 민간전민텔레비전공사(民視; FTV) 일요드라마                 |
| 이전 작품                                             | 작품명                                                             | 다음 작품                                                  |
| ----------------------------------------------------- | ------------------------------------------------------------------ | ---------------------------------------------------------- |
| 선풍관집(旋風管家) (2011년 6월 19일－2011년 9월 11일) | 아가능불회애니(我可能不會愛你) (2011년 9월 18일－2011년 12월 11일) | 화려적도전(華麗的挑戰) (2011년 12월 18일－2012년 3월 11일) |